# Могилёвское наместничество
Могилёвское наместничество — административно-территориальная единица Российской империи в 1778—1796 годах.
Введено правительством Екатерины II, напуганным крестьянской войной 1773—75 под предводительством Емельяна Пугачёва, в целях усиления централизации государственного управления.
Наместничество составляла Могилёвская губерния. Возглавлялось наместником, который назначался из числа высших сановников и наделялся чрезвычайными полномочиями. В его ведении находились войска, расположенные на территории наместничества.
Исполнительным органом являлось наместническое правление из 2—3 чиновников.
12 (23) декабря 1796 Могилёвское наместничество упразднено, его территория вошла в Белорусскую губернию.

## Административное деление
Наместничество делилось на 12 уездов:
- Бабиновичский уезд
- Белицкий уезд
- Климовичский уезд
- Копысский уезд
- Могилёвский уезд
- Мстиславский уезд
- Оршанский уезд
- Рогачёвский уезд
- Сенненский уезд
- Старобыховский уезд
- Чаусский уезд
- Чериковский уезд

## Руководители наместничества

### Генерал-губернаторы
- 1778—1782 — Чернышёв, Захар Григорьевич
- 1782—1796 — Пассек, Пётр Богданович

### Правители наместничества
- 1778—1779 — Каховский, Михаил Васильевич
- 1779—1781 — Пассек, Пётр Богданович
- 1781—1790 — Энгельгард, Николай Богданович
- 1791—1794 — Вязмитинов, Сергей Козьмич
- 1795—1796 — Черемисинов, Герасим Иванович